# A.N.F. Les Mureaux 3
L’A.N.F. Les Mureaux 3 est un avion de chasse biplace français de l'entre-deux-guerres, monoplan à aile parasol. La conception de cet appareil préfigure l'A.N.F. Les Mureaux 115.

## A.N.F. Les Mureaux 3
Un prototype unique dessiné par André Brunet, qui fut construit et expérimenté en 1927.

## A.N.F. Les Mureaux 4
Évolution du précédent avec un moteur en étoile plus puissant, le Salmson 18Cm de 500 ch. Un prototype fut construit en 1928. Moins rapide que son prédécesseur, il fut rapidement abandonné.